# Bianca Babb
Bianca Babb (26 août 1856 - 13 avril 1950) est une pionnière américaine et ancienne captive du peuple Comanche. Elle est capturée lors d'un raid comanche sur la propriété familiale dans le comté de Wise, au Texas, en 1866. Babb passe sept mois à vivre parmi les Comanches avant d'être rançonnée et rendue à son père en 1867. Elle écrit ensuite un mémoire qui fournit un rare récit à la première personne du point de vue d'une jeune femme captive, offrant un aperçu de la culture et de la vie comanches à la frontière des Grandes Plaines à la fin du xixe siècle,.

## Jeunesse, capture et captivité
Bianca Babb, initialement nommée Bianca Louella et également connue sous le nom de Bankuella, Bianca Babb Bell, ou simplement Banc, est née le 26 août 1856, lors du voyage de sa famille du Wisconsin au Texas, dans un chariot couvert près de Lecompton au Kansas. Ses parents, John S. Babb et Isabel A. Babb, sont des colons et des éleveurs. Durant ses années de formation, Bianca réside avec sa famille dans une cabane près de l'actuelle Chico, dans le comté de Wise, au  Texas. La région, située à la périphérie des colonies non amérindiennes, est souvent en proie à des tensions et des conflits entre les colons et les peuples autochtones, en particulier les Comanches qui dominent la région.
Le 14 septembre 1866, une bande de Comanches Nokoni, dirigée par Persummy, attaque la cabane des Babbs. Le père et le frère aîné de Bianca sont absents à ce moment-là, laissant sa mère, Isabel Babb, et Bianca elle-même, ainsi que ses frères et sœurs, vulnérables à l'attaque. Isabel Babb est poignardée ou abattue cinq fois, scalpée vivante et laissée pour morte avec son enfant encore allaité, tandis que Bianca, ainsi que son frère Theodore Adolphus (« Dot ») et une jeune invitée nommée Sarah Jane Luster, sont capturés par les Comanches,.
Les guerriers comanches, réputés pour leur équitation exceptionnelle, sont experts dans la traversée de longues distances sans nourriture. Se dirigeant vers l'ouest pendant la nuit, ils traversent rapidement la rivière Little Wichita, près de l'actuelle Henrietta. Le voyage s'avère ardu pour les captifs, qui endurent une chevauchée implacable s'étendant sur au moins 80 km sans pause, s'arrêtant finalement à 11 heures du matin le lendemain près de Holiday Creek. Là, ils préparent et consomment la chair d'un bœuf déchiqueté par des loups. Bianca, rongée par la faim, réclame de la viande crue. Épuisée et engourdie, elle s'assoit au milieu de sa propre saleté, gagnant le surnom désobligeant de « pue quand elle marche » de la part de ses ravisseurs.
Après que Sarah Jane Luster se soit échappé avec l'aide de Dot, les guerriers battent le garçon et se préparent à le tuer. Le frère et la sœur défient l'exécution, gagnant le respect des guerriers qui permettent alors à son frère de vivre avant de les séparer. Le guerrier Kerno qui l'a capturée donne Bianca comme fille adoptive à sa sœur veuve Tekwashana. Pendant sept mois, entre 1866 et 1867, Bianca vit immergée dans la société traditionnelle comanche. Alors qu'elle est obligée de ramasser du bois et de transporter de l'eau, elle apprend des compétences comme l'installation d'un camp, la natation et des pratiques culturelles comme le perçage des oreilles auprès de sa mère adoptive. Tekwashana assombrit également les cheveux blonds de Bianca. Le groupe suit un mode de vie nomade, déplaçant fréquemment des camps dans la région de l'Oklahoma et du Texas, permettant à Bianca de découvrir de première main les routines quotidiennes, les coutumes et le mode de vie des Comanches,.
Après la capture de Bianca, son père John Babb se joint aux efforts des pionniers et des alliés autochtones pour rechercher ses enfants disparus. Vers avril 1867, Jacob J. Sturm, un agent civil de Fort Arbuckle, localise Bianca et obtint sa rançon et sa libération des Comanches pour 333 $ US (environ 6 092 $ aujourd'hui). Sturm amène ensuite Bianca au fort. Malgré ses mois passés au sein de la tribu, elle retourne volontairement dans sa famille. La plupart des enfants souffraient du syndrome de Stockholm après une telle épreuve et ne voulaient pas y retourner. En juin 1867, son frère Dot est également rançonné pour 210 $ (environ 3 841 $ aujourd'hui), avec des vêtements d'une valeur de 23,75 $ et rendu à leur père.

## Dernières années et mémoires

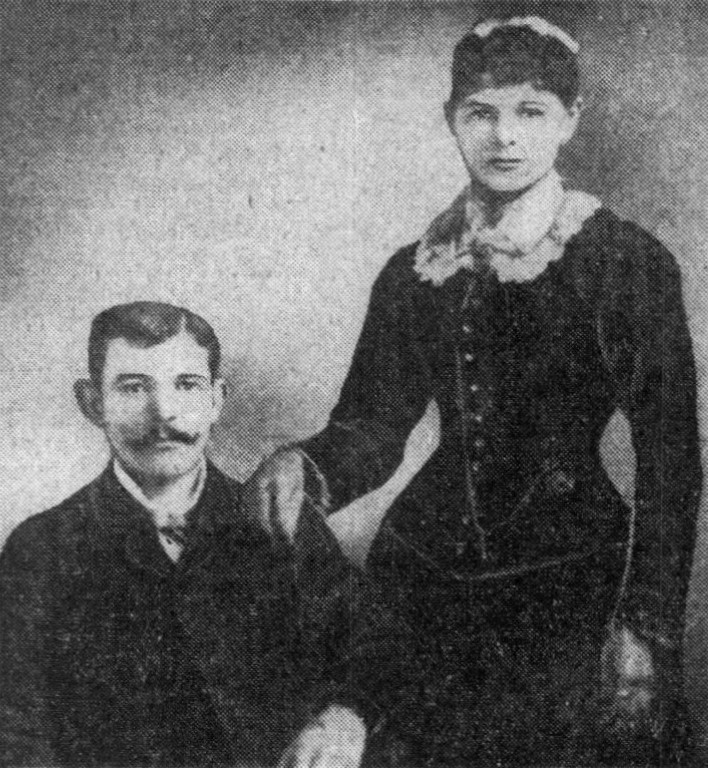
M. et Mme JD Bell (anciennement Bianca Babb), dans leurs plus beaux atours de mariage, 1882.

Les Babbs déménagent d'abord à Reedsburg dans le Wisconsin après l'épreuve, bien que Bianca soit retournée plus tard au Texas en 1881. Le 25 juin 1882, elle épouse Jefferson Davis Bell, un abstracteur de titres fonciers. Bianca attribue son envie de voyager et ses fréquents déménagements familiaux entre différentes villes du nord du Texas comme Henrietta, Denton, Greenville, ainsi que des périodes en Californie et au Nouveau-Mexique, à ses expériences nomades avec les Comanches,.
De 1897 à 1900, les terres de l’ancienne réserve Kiowa–Comanche–Apache sont divisées en lots familiaux. En tant qu'ancienne adoptée, Bianca dépose une réclamation demandant sa propre attribution et restitution pour les pertes subies lors du raid de 1866, y compris la mort de sa mère. Bien qu'elle ait revisité la réserve et qu'elle ait reçu des témoignages de soutien de la part d'amis comanches, sa demande de parcelle est rejetée,.
Dans les années 1920, Bianca écrit un manuscrit de mémoires inédit racontant ses sept mois de vie parmi les Comanches en tant qu'enfant captive. Bien que diffusé sous forme dactylographiée, il ne reçoit pas une large publication de son vivant,.
Contrairement à son frère Theodore « Dot » Babb qui publie ses propres mémoires et devient célèbre, Bianca ne rend pas publiques ses remarquables expériences d'enfance parmi les Comanches lorsqu'elle est interviewée par des journalistes plus tard dans sa vie. Elle devient veuve en 1934 après plus de 50 ans de mariage et meurt le 13 avril 1950 à Denton, au Texas, à l'âge de 93 ans. Elle est reconnue comme la dernière Américaine survivante à avoir été adoptée par une tribu indienne des plaines en tant qu'enfant captive,.

### Réception savante
Le manuscrit inédit des mémoires de Bianca Babb reçoit l'attention des chercheurs en tant que source principale importante du récit de captivité. Bien que le récit de captivité est un genre littéraire populaire dans l’Amérique du xixe siècle, de nombreux exemples sont des récits sensationnalistes d’une authenticité douteuse. En revanche, le travail de Babb est considéré par les chercheurs comme une perspective à la première personne crédible et perspicace,.
Les mémoires fournissent l'un des rares récits détaillés du point de vue d'une jeune captive adoptée dans une tribu indienne des plaines, différant des récits prédominants axés sur les expériences des adolescents captifs s'assimilant aux cultures guerrières. Les souvenirs de Babb se concentrent sur des représentations intimes de la vie domestique, de la culture matérielle et des techniques de survie apprises lors de son immersion dans la société traditionnelle comanche,.
Ayant acquis la maîtrise de la langue comanche durant son enfance, Babb démontre un œil ethnographique pour les détails culturels dans ses descriptions de pratiques telles que les systèmes de parenté, les cérémonies religieuses et les activités de subsistance. Les chercheurs corroborent bon nombre de ses observations par rapport à d’autres sources historiques et anthropologiques de cette époque,.
Malgré ses difficultés, Babb peint un portrait sympathique des Comanches dans ses mémoires, décrivant son temps parmi eux comme si « chaque jour semblait être un jour férié »,.

## Sources

### Ouvrages
- (en) Daniel J. Gelo, Babb, Bianca (1856-1950), pioneer and captive of Native Americans, vol. 1, Oxford University Press, octobre 2007 (DOI 10.1093/anb/9780198606697.article.2001884, lire en ligne).
- (en) Michael L. Tate, The Indian Papers of Texas and the Southwest 1825-1916, vol. IV, Austin, Texas, Texas State Historical Association, 1966 (lire en ligne).

### Articles
- (en) TSHA, « Every Day Seemed to Be a Holiday: The Captivity of Bianca Babb », The Southwestern Historical Quarterly, Texas State Historical Association, vol. 107,‎ 2003, p. 35–48 (lire en ligne)